# Reflex Gold Piano Jazz, Vol. 1
Reflex Gold Piano Jazz, Vol. 1 — первая часть джазового инструментального альбома российского продюсера и музыканта Вячеслава Тюрина, выпускающего свои работы под псевдонимом VIVITI. Пластинку выпустил лейбл Reflexmusic 24 декабря 2022 года на стриминговых сервисах. На диске представлены 8 треков из репертуара группы REFLEX в пиано-джазовой обработке.

## Работа над альбомом
Вячеслав Тюрин сам записал все партии музыкальных инструментов: барабаны, бас, гитара, саксофон. В записи альбома также участвовали джазовый музыкант Григорий Паламарчук (фортепиано) и Георгий Капустин (партия гитары в композиции «Сойти с ума»). Весной 2023 года был запланирован выход второй части данного альбома. Однако продолжение выпустили в марте 2025 года.

## Реакция критики
Алексей Мажаев из информагентства InterMedia высоко оценил альбом, поставив ему 8 из 10 баллов. Он отметил, что данный релиз относится не просто к джазу, но и характеризуется как «музыка для релакса». «Подобный музыкальный фон абсолютно не напрягает, а, напротив, даёт какое-то успокоение в наше нервное время. Всё сыграно прекрасно, точно, деликатно, и инструменталы не эксплуатируют хитовое прошлое этих мелодий, а будто бы даже слегка маскируют его», — отметил критик.

## Список композиций
| №                   | Название                   | Автор(ы)                        | Длительность |
| ------------------- | -------------------------- | ------------------------------- | ------------ |
| 1.                  | «Первый раз»               | Вячеслав Тюрин                  | 4:05         |
| 2.                  | «Non Stop»                 | Вячеслав Тюрин                  | 3:12         |
| 3.                  | «Люблю»                    | Вячеслав Тюрин, Евгений Абрамов | 3:41         |
| 4.                  | «Может быть, показалось»   | Вячеслав Тюрин                  | 3:05         |
| 5.                  | «Сойти с ума»              | Вячеслав Тюрин                  | 3:48         |
| 6.                  | «Падали звёзды»            | Вячеслав Тюрин                  | 3:10         |
| 7.                  | «Я тебя всегда буду ждать» | Ирина Нельсон                   | 4:16         |
| 8.                  | «Мне трудно говорить»      | Вячеслав Тюрин                  | 3:24         |
| Общая длительность: | Общая длительность:        | Общая длительность:             | 28:00        |

## Участники записи
- Вячеслав Тюрин — барабаны, бас, гитара, саксофон
- Григорий Паламарчук — фортепиано
- Георгий Капустин — гитара (дорожка 8)